# Järkendorf
Järkendorf ist ein Ortsteil der Stadt Prichsenstadt im unterfränkischen Landkreis Kitzingen.

## Geografische Lage
Järkendorf liegt im äußersten Nordwesten des Prichsenstadter Gemeindegebietes. Im Norden beginnt die Gemeinde Lülsfeld im Landkreis Schweinfurt. Westlich liegt Brünnau, südwestlich schließt sich Neuses am Sand an. Im Süden liegt Stadelschwarzach, im Westen beginnt der Volkacher Ortsteil Eichfeld.
Die nächstgelegenen größeren Städte sind das 7,5 Kilometer entfernte Volkach und Kitzingen in etwa 17 Kilometer Entfernung.
Naturräumlich ist Järkendorf und seine Gemarkung Teil des sogenannten Steigerwaldvorlandes von Neuses. Charakteristisch für diesen Teil des Iphofen-Gerolzhofener Steigerwaldvorlandes ist das hügelige Erscheinungsbild mit den schmalen Flusstälern kleiner Bäche. In Järkendorf entspringt der Schwarzachzufluss Solbach und der Mauerbach.

## Geschichte

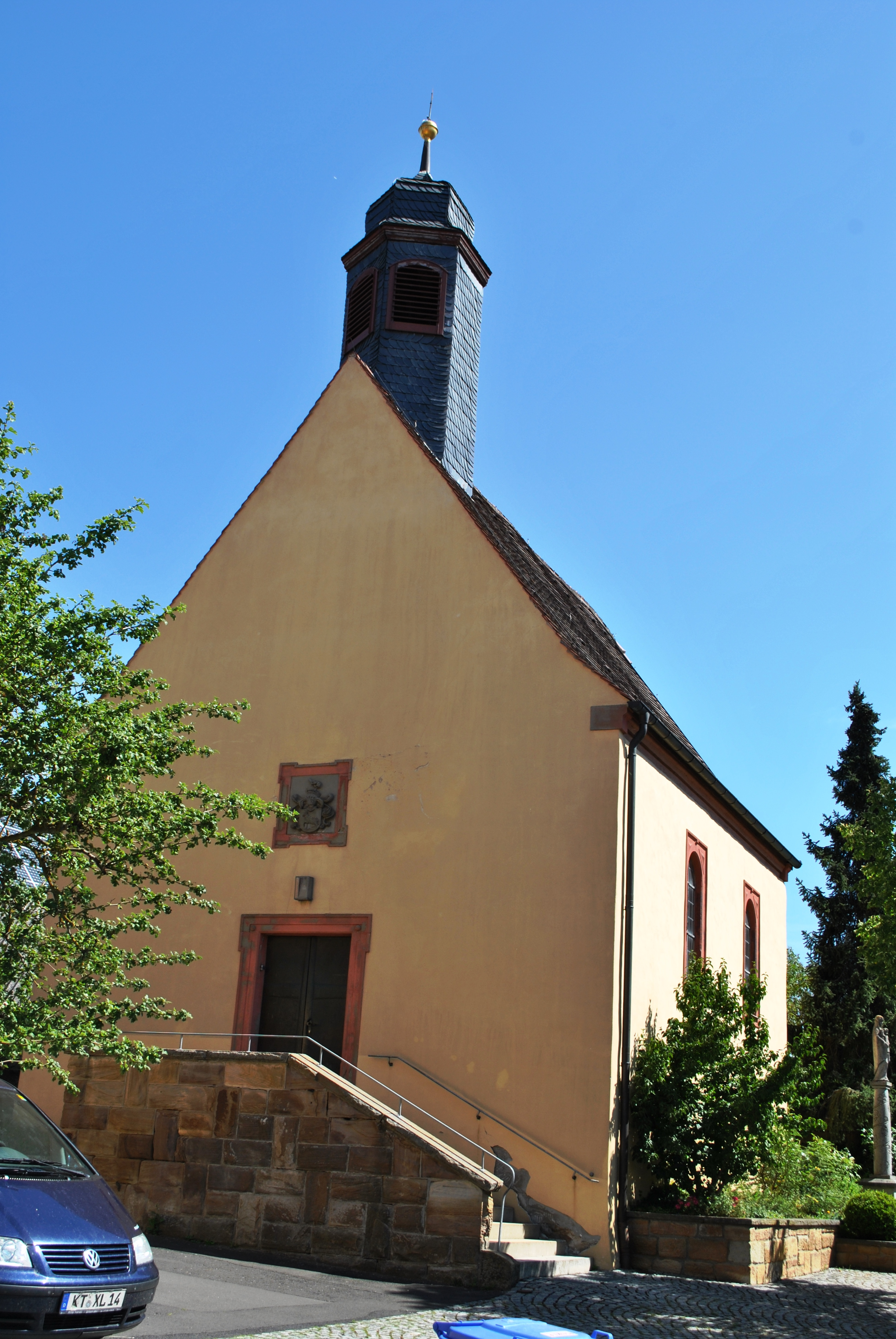
Die Kirche in Järkendorf

Die Herkunft des Ortsnamens Järkendorf ist umstritten. Eine Deutung verweist auf den Würzburger Bischof Iring von Reinstein-Homburg, der das nach ihm benannte „Iringedorf“ gründete. Eventuell leitet sich der Name auch vom althochdeutschen Wort Järken ab, das Ebene oder Fläche bedeutet. Vielleicht deutet der Name auch auf eine Umlautung des Namens Georgendorf zu Jörgendorf und später Järkendorf hin.
Erstmals urkundlich erwähnt wurde Järkendorf im Jahr 1290. Vermutlich war der Ort keine fränkische Siedlung, sondern entstand als Spätgründung erst im 12. oder 13. Jahrhundert. Der Ortsname war in den folgenden Jahrhunderten häufigen Veränderungen unterworfen. So nannte man das Dorf im Jahr 1319 „Gerkeinsdorf“, 1364  „Jarkendorff“ und 1511 „Jerckhendorff“. Erst 1799 hatte sich Järkendorf durchgesetzt.
Zunächst war das Dorf Teil der Grafschaft Castell. Friedrich II. zu Castell verkaufte im Jahr 1290 die Vogtei an das Benediktinerkloster Münsterschwarzach. Von Bischof Andreas von Gundelfingen erhielt das Kloster im Jahr 1306 die Vogtei endgültig als hochstiftisches Lehen. Die Casteller Grafen kamen 1319 wieder in den Besitz von zwei Hofgütern im Ort. Kirchlich wurde Järkendorf im Jahr 1364 Teil der Pfarrei Stadelschwarzach.
Nach einer relativ quellenarmen Zeit bis ins 16. Jahrhundert hatten die Dorfherren gewechselt. Im Jahr 1511 erhielt Wolf Fuchs von Bimbach zwei Drittel des kleinen und großen Zehnts des Dorfes. 1570 fielen die Zehntrechte der Witwe Amalia von Wilhelmsdorf zu, die eine geborene Fuchs von Bimbach war. 1579 erwarb Hans Fuchs von Dornheim das Dorf käuflich und gliederte es in seine Herrschaft Wiesentheid ein. Dies wurde 1589 bestätigt.
Nach dem Tod des Hans Fuchs kam es 1598 zu einer Erbteilung, wobei Järkendorf dem Amtmann Valentin Echter von Mespelbrunn übertragen wurde. Als Wolf Ernst Fuchs von Dornheim volljährig geworden war, erhielt die Familie die Dorfherrschaft zurück. Georg Adolf Fuchs von Dornheim verkaufte das Dorf 1657 an das Hochstift Würzburg, das es wiederum dem Kloster Münsterschwarzach übergab. Im Jahr 1678 kaufte Johann Otto von Dernbach Järkendorf.
Im Jahr 1681 stieg das Territorium des Johann Otto in Wiesentheid zur reichsständischen Herrschaft auf. Die erste Ehefrau des Johann Otto, Anna Maria Voit von Rieneck, gründete 1701 das Adelige Damenstift St. Anna in Würzburg und stattete es mit dem Dorf aus. Das Stift wurde 1803 säkularisiert und der Ort wurde Teil des Landgerichts Volkach in Kurpfalzbayern. Nach einer Zwischenzeit im Großherzogtum Würzburg wurde die Gemeinde 1814 wieder bayerisch.
Mit dem 18. Jahrhundert bildete sich in Järkendorf eine kleine jüdische Gemeinde, die bis zum Ende des 19. Jahrhunderts  bestand. Im Jahr 1875 gründete sich die Freiwillige Feuerwehr im Dorf. 1893 wurde der Ort an die Bahnstrecke Kitzingen–Schweinfurt angeschlossen. Im Ersten Weltkrieg starben sechs Järkendorfer, im Zweiten Weltkrieg fielen vier. Am 1. Juli 1972 kam Järkendorf als Ortsteil zur neugebildeten Großgemeinde Prichsenstadt.

## Politik
Bereits in der Frühen Neuzeit hatte das Dorf mit dem sogenannten Schultheißen einen Vorsteher, der von der Obrigkeit bestimmt wurde. Der erste Schultheiß war Hans Gebhard, der bereits 1589 genannt wurde. Im 17. Jahrhundert folgten die Vorsteher Endres Röders, Melchior Klein und Lorentz N. Nach der Auflösung des Würzburger Damenstifts wurde der Vorsteher von der Bevölkerung gewählt.
| Georg Adam Ruß   | 1894–1902 | Sohn des Ortsvorstehers Georg Adam Ruß senior (1837–1848) |
| Martin Müller    | 1902–1923 |                                                           |
| Josef Grebner    | 1923–1945 |                                                           |
| Michael Röll     | 1945–1969 |                                                           |
| Klemens Hertlein | 1969–1972 | anschließend 2. Bürgermeister von Prichsenstadt           |

## Kultur und Sehenswürdigkeiten

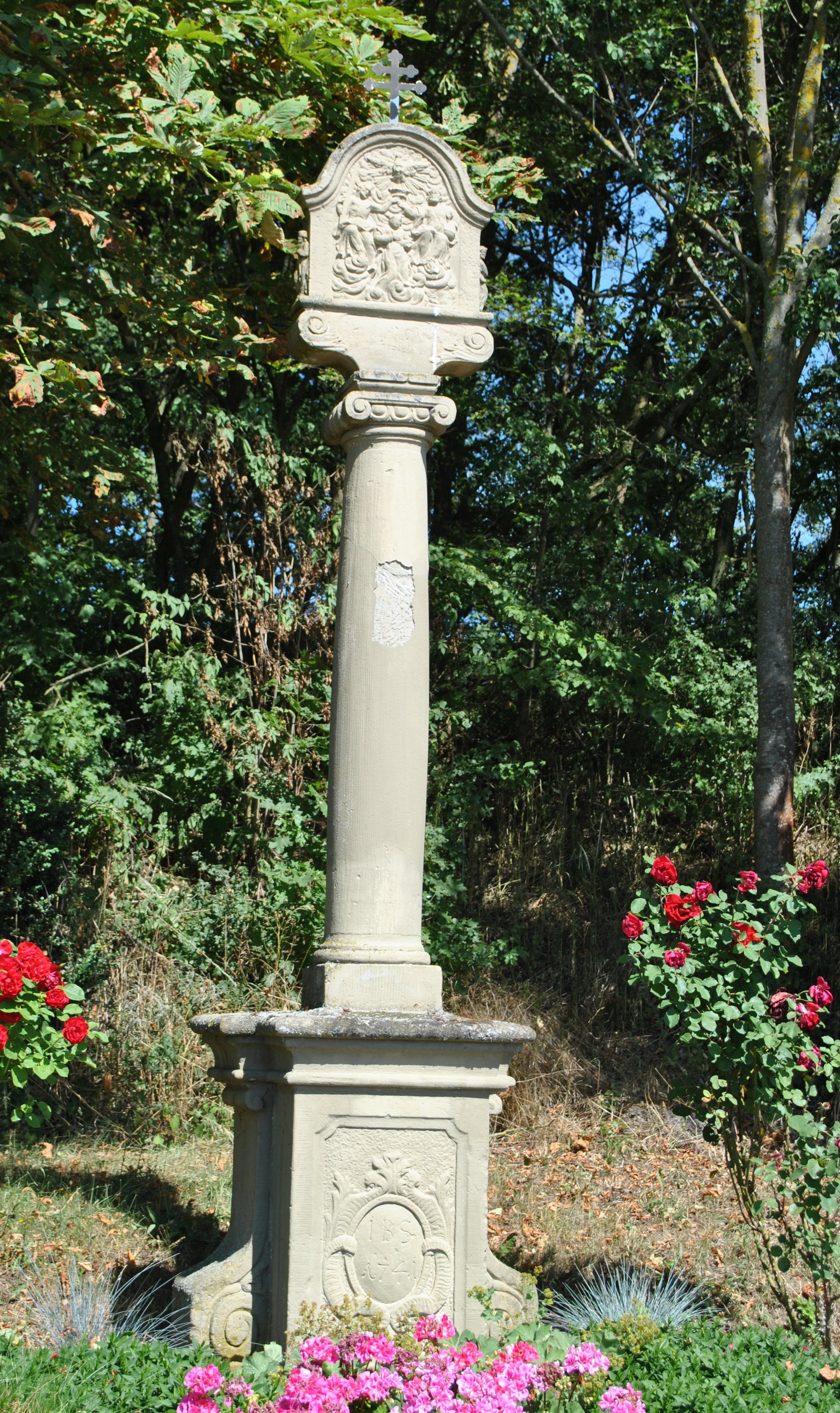
Ein Bildstock in Järkendorf

### Baudenkmäler
Die katholische Filialkirche des Dorfes ist dem heiligen Antonius von Padua geweiht. Sie entstand in spätbarocker Zeit, im 17. Jahrhundert, und schließt mit einem kleinen, achtseitigen Glockentürmchen nach oben hin ab. Der Hochaltar kam kurz nach der Errichtung in das Kirchlein, die restliche Ausstattung folgte während des Rokoko. Ein Altarblatt soll aus der aufgelösten Klosterkirche von Theres stammen. Neben der Kirche prägen mehrere Bildstöcke und weitere Kleindenkmäler den Ort.

### Sagen

#### Die Flurabteilung „Teufel“
Ein Järkendorfer Bauer pflügte an einem Spätnachmittag seinen Acker. Der Boden war sehr steinig und die Ochsen kamen nur sehr schwer voran. Darüber fluchte der Bauer: „Euch soll doch gleich der Teufel holen!“ Daraufhin fingen die Ochsen an die Nackenhaare zu sträuben und stark zu schwitzen. Plötzlich erschien ein kopfloser Hund auf dem Rücken der Tiere und verjagte die Ochsen so vom Feld.
Der Bauer hatte sich in das Seil verwickelt, das seine Tiere hinter sich herzogen und wurde deshalb mitgeschleift. Im Dorf aber klangen plötzlich die Glocken zum Gebet. Der Bauer rief daraufhin: „Alle guten Geister loben den Herrn!“ Der Teufel, als kopfloser Hund, verschwand laut aufheulend. Beim Bildstock an der Straße nach Stadelschwarzach blieben die Ochsen stehen. Sie wurden krank und mussten geschlachtet werden. Seitdem trägt die Flurabteilung den Namen „Teufel“.

#### Die Goldgrube
Im Lohe-Wald in Järkendorf existiert eine Abteilung mit Namen „Goldgrube“. Hier soll ein großer Schatz vergraben worden sein. Drei Männer aus Järkendorf machten sich einmal daran, diesen Schatz zu heben. Um Mitternacht gingen sie mit viel Werkzeug in den Wald. In der Nähe der Stelle, an der der Schatz liegen soll, sahen sie einige gespenstische Gestalten um ein großes Feuer tanzen. Die Geister riefen: „Gold! Gold! Wir hüten das Gold. Wer es stehlen will, den werden wir quälen!“ Die Männer rannten voll Furcht davon.

#### Das Feuerrad
Vor langer Zeit war ein kleines Kind schwer krank geworden. Es schrie ohne Unterbrechung. Der Vater saß am Rande des Bettes seines Kindes. Er betete. Plötzlich wälzte sich ein großes Feuerrad durch die Stube und rollte wieder durch die geschlossene Tür hinaus ins Freie. In diesem Moment hörte das Kind auf zu weinen und war fortan wieder gesund.

## Wirtschaft und Infrastruktur

### Verkehr

#### Straßenverkehr
Järkendorf ist heute verkehrlich unbedeutend. Lediglich die Kreisstraßen KT 38 (von Stadelschwarzach) und KT 39 (von Brünnau bzw. Rimbach) kreuzen sich im Ort. Außerdem endet die Kreisstraße SW 44 aus Lülsfeld in Järkendorf.

#### Bahnstrecke Kitzingen-Schweinfurt
Mit dem ausgehenden 19. Jahrhundert erhielt Järkendorf einen Anschluss an das bayernweite Eisenbahnnetz. 1893 wurde der Abschnitt Kitzingen-Gerolzhofen der sogenannten Steigerwaldbahn (auch Untere Steigerwaldbahn) fertiggestellt, Järkendorf wurde mit einem Haltepunkt ausgestattet. Die Nebenbahn verband ab 1903 Kitzingen mit dem Schweinfurter Hauptbahnhof und war damit eine der längeren Nebenstrecken in Deutschland.
Seit den 1980er Jahren begann man den Verkehr auf der Strecke zu reduzieren. 1981 fuhren zwischen Gerolzhofen und Kitzingen nur noch Personenbusse, der Güterverkehr wurde Mitte 2006 aufgegeben. Seit längerer Zeit gibt es Initiativen zur Reaktivierung des Personenverkehrs auf der stillgelegten Strecke. Anfang 2019 entbrannte ein heftiger, bis heute andauernder Streit über die Ausgestaltung der Wiederinbetriebnahme, der zum Politikum wurde.

### Bildung
Järkendorf liegt heute im Sprengel der Grundschule im Hauptort Prichsenstadt. Ab der 5. Klasse besuchen die Kinder die Nikolaus-Fey-Mittelschule in Wiesentheid. Weiterführende Schulen können mit der Mädchenrealschule in Volkach und mit der Realschule in Dettelbach besucht werden. Gymnasien gibt es in Münsterschwarzach (Egbert-Gymnasium), Volkach-Gaibach (Franken-Landschulheim Schloss Gaibach), Wiesentheid (Steigerwald-Landschulheim) und Kitzingen (Armin-Knab-Gymnasium).

## Persönlichkeiten
- Hermann Lemp (1912–1990), Gymnasiallehrer und klassischer Philologe[10]